# سوروبان

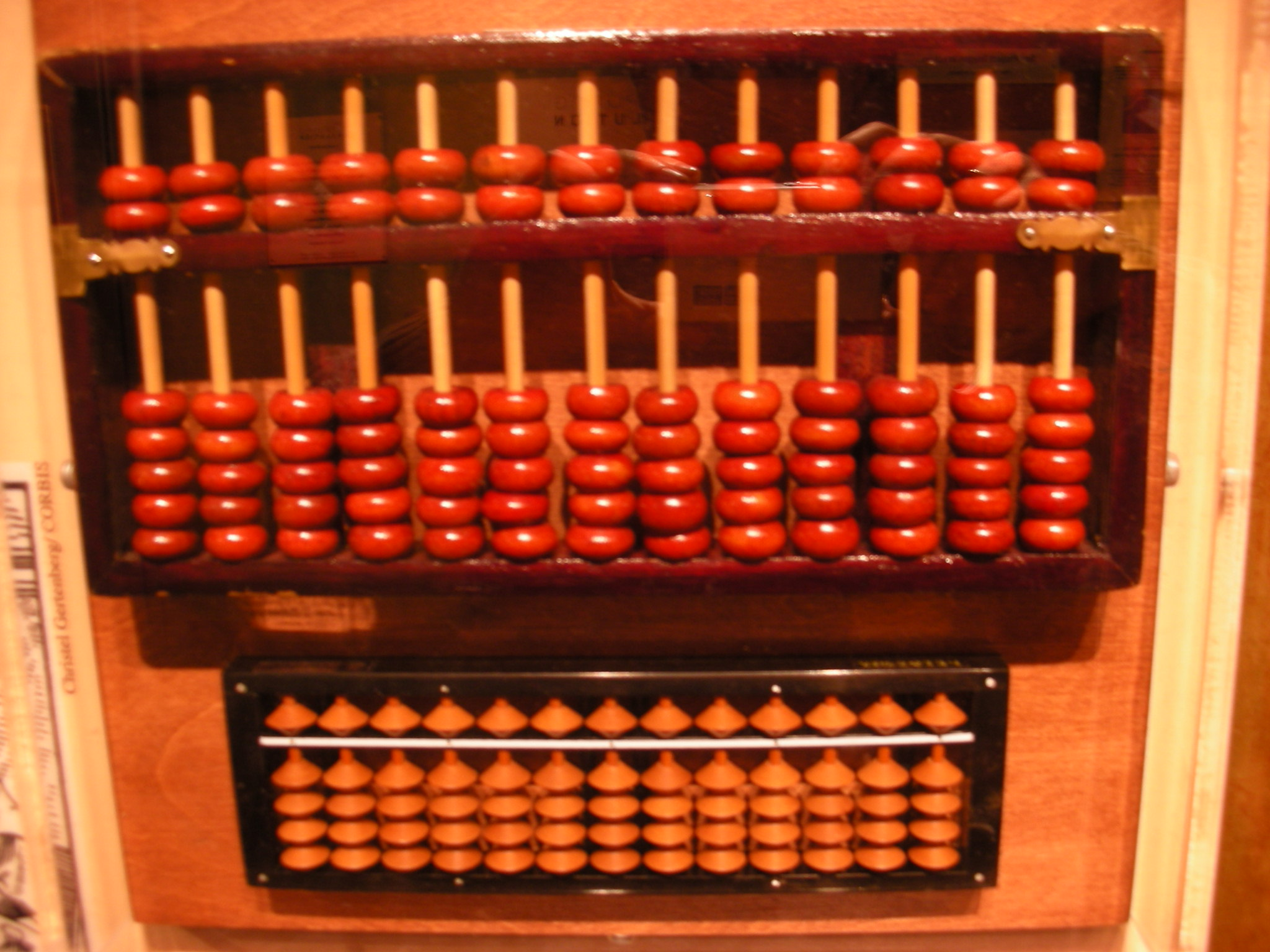
المعداد الصيني في الاعلى والمعداد الياباني في الاسفل وكل منهما لهما ثلاثة عشر عامود.

سوروبان (باليابانية: 算盤, そろばん) هو معداد ياباني متطور من المعداد الصيني (سوان بان). انتقل استعمال المعداد الصيني إلى كوريا ثم إلى اليابان في القرن الرابع عشر ليطوره اليابانيون بعد ذلك بحذف خرزة واحدة في الجزء العلوي لتمثيل الرقم خمسة ثم لاحقاً حُذفت خرزة أخرى في الجزء السفلي ليصبح أربع خرزات بدلًا من خمس. لا يزال مستخدمًا حتى اليوم على الرغم من انتشار الآلات الحاسبة الإلكترونية.

## تركيب
يتكون السوروبان من عدد فردي من الأعمدة، بينها عارضة تقسمها إلى قسمين: في القسم العلوي خرزة واحدةٌ تُحتسب بخمس، أمّا في القسم السفلي تحتسب الخرزة بواحد، وتقسّم الأعمدة إلى آحاد وعشرات ومئات، وآلاف...إلخ،  ويسمّى الفاصل بين القسم العلوي والسفلي بالفاصل الحسابي.

## استعمال

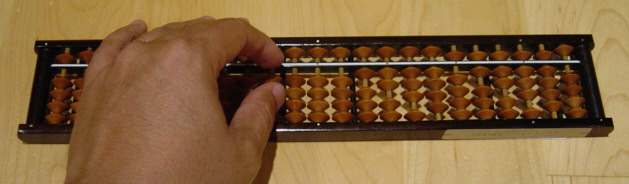
ملاحظة: سوروبان الحديثة يستخدم خرز واحدة لرقم "خمسة" واربع خرزات للرقم "واحد" لتمثيل الرقم من 1234567890

### تمثيل الأرقام
يستخدم السوروبان النظام العشري لتمثيل الأعداد،  حيث يمثّل  كل عمود رقمًا واحدًا من 0 إلى 9. وكل عمود يمثل خانة عشرية من اليمين إلى اليسار.
لتمثيل الرقم 0 على سوروبان تُضبَط الخرزات السفلى إلى الأسفل، والخرزة العليا للأعلى. كل خرزة  في الجزء السفلي تساوي 1، أمّا الخرزة في الجزء العلوي فتساوي  الرقم 5  في العمود الواحد. يزيد الرقم في العمود بواحد  بتحريك خرزة سفلية إلى الأعلى، أما تحريك الخرزة العلوية إلى الأسفل فيزيد بخمسة. والعكس صحيح في عملية الطرح.
|   |   |   |   |   |   |   |   |   |   |
| 0 | 1 | 2 | 3 | 4 | 5 | 6 | 7 | 8 | 9 |

تستخدم هذه الأرقام فيما بعد لتمثيل الأعداد، كما  هو الحال في نظام العد العشري: فالرقم  في أقصى اليمين يمثل خانة الآحاد والرقم  على يساره العشرات ثم المئات ثم الألوفات... إلخ. مثلا، يُمثّل الرقم 8036 بالشكل التالي:
|   |   |   |   |
| 6 | 3 | 0 | 8 |

## وصلات خارجية
- المعداد الياباني «سوروبان» يعلمك الحساب ويقاوم الخرف
- عودة الإقبال على آلة الحساب اليابانية (سوروبان)
- سوروبان العرب